# Vincent Dethier
Vincent Gaston Dethier (* 20. Februar 1915; † 8. September 1993) war ein US-amerikanischer Physiologe und Insektenkundler. Er leitete von 1975 bis zu seinem Tod das Zoologische Institut an der University of Massachusetts Amherst. Neben seinen vielzähligen wissenschaftlichen Werken veröffentlichte er auch Kurzgeschichten, Essays und Kinderbücher.

## Leben
Vincent Dethier wuchs in Boston auf. Sein Vater war Direktor für das Fach Musik im öffentlichen Schulsystem von Norwood (Massachusetts) und stammte aus Belgien, wo er am Conservatoire royal de Liège Klavier studiert hatte. Seine Mutter stammte von irischen Vorfahren ab und war in Boston als Lehrerin in einem Armenviertel tätig. Im Alter von zehn Jahren meldete seine Mutter ihn für Zeichenkurse im Museum of Fine Arts, Boston sowie im Boston Children's Museum an, wo er einem Professor der Harvard University, Joseph Bequaert, auffiel, der Dethiers Eltern anriet, ihren Sohn in Harvard studieren zu lassen. Nach dem Abschluss der High School studierte er tatsächlich insbesondere Zoologie und Botanik an der Harvard University, anfangs mit dem Ziel, wie seine Eltern eine Laufbahn als Lehrer einzuschlagen.
Schon als Schüler hatte ihn das Verhalten von Schmetterlingen und ihrer Raupen fasziniert. So war ihm aufgefallen, dass die Raupen einer bestimmten Art nur bestimmte Blätter fraßen und eher verhungerten als sich von anderen Blättern zu ernähren. Er experimentierte daher mit ihnen, unter anderem, indem er von ihm vermutete Sinnesorgane entfernte und aus Pflanzen mögliche Geruchsstoffe extrahierte und als Lockstoffe einsetzte. Dank der Unterstützung von Clifford Ladd Prosser, der ihn in seinem  Labor an der Clark University arbeiten ließ, untersuchte er auch für seine 1939 fertiggestellte Dissertation das Fraßverhalten und die ihm zuzuordnenden morphologischen Strukturen von Raupen.
Ab 1939 war er drei Jahre lang als Dozent (instructor) für Biologie an der John Carroll University in Cleveland tätig und widmete sich zugleich – wegen des Fehlens eines Labors zur Untersuchung ihrer olfaktorischen Wahrnehmung – den Fotorezeptoren der Raupen. Nach dem Eintritt der Vereinigten Staaten in den Zweiten Weltkrieg im Dezember 1941 diente Dethier vom Frühjahr 1942 bis 1946 im United States Army Air Corps. Nach Auslandseinsätzen in Afrika und im Nahen Osten wurde er vom Army Air Corps als Verbindungsoffizier zum Office of the Chief of U.S. Chemical Warfare Service (seit 1946: Chemical Corps) in Washington abgestellt. Aufgrund dieser Funktion hatte er Zugang zu hochrangigen Fachkonferenzen und zu zahlreichen Forschungsstätten, an denen Grundlagenforschung zur Physiologie der Insekten – finanziell gefördert vom Chemical Corps – betrieben wurde.
Nach der Rückkehr ins Zivilleben arbeitete er zunächst übergangsweise einige Monate im damals führenden Institut für Insektenphysiologie im Army Chemical Center in Edgewood (Maryland) und danach von 1947 bis 1958 als Professor für Zoologie und Entomologie an der Ohio State University in Columbus (Ohio). 1958 wechselte er an die University of Pennsylvania, einige Jahre später an die Princeton University und 1975 an die University of Massachusetts Amherst.
Sein wissenschaftlicher Schwerpunkt lag auf der Insektenkunde und der Erforschung von Insektenpheromonen.
1961 wurde er in die American Academy of Arts and Sciences gewählt, 1965 in die National Academy of Sciences und 1980 in die American Philosophical Society. 1993 wurde er mit dem John Burroughs Medaille ausgezeichnet.
Vincent Dethier starb am 8. September 1993 an einem Herzinfarkt.

## Schriften
- Chemical Insect Attractants and Repellents, Blakiston Press (8 editions published between 1947 and 1972)
- The physiology of insect senses, Methuen 1963
- Zs. mit Eliot Stellar: Animal behavior: its evolutionary and neurological basis, Prentice-Hall (12 editions published between 1961 and 1970)